# Chalone
Pour l’article homonyme, voir Chalone Creek Archeological Sites.
Les chalones sont des molécules messagers qui inhibent les mitoses. Il s'agit de facteurs autocrines  essentiels dans l'homéostasie tissulaire. Leur existence a été avancée par Bullough en 1972 concernant homéostasie épidermique et la possibilité d'un rétrocontrôle négatif d'une partie du tissu épidermique afin d'en limiter la croissance.